# Oleg Kornienko
Oleg Valeryevich Kornienko (Russisch: Олег Корниенко; 28 mei 1973) is een voormalig Kazachs voetballer die als verdediger speelde bij onder meer Shakhtyor Karaganda. Hij kwam ook uit voor FC Astana en het Russische Alania Vladikavkaz en andere Russische clubs.

## Carrière
Kornienko begon met voetballen in 1989 bij Spartak Ordzhonikidze. Daar voetbalde hij een jaar en toen ging hij vijf jaar spelen bij Avtodor Vladikavkaz. Daar ontwikkelde hij zich steeds beter. Kornienko ging naar verschillende Russische waarvan de bekendste Alania Vladikavkaz was.

## Statistieken
| seizoen     | club                  | land        | competitie               | wed. | goals |
| ----------- | --------------------- | ----------- | ------------------------ | ---- | ----- |
| 1989        | Spartak Ordzhonikidze | Sovjet-Unie | ?                        | ?    | ?     |
| 1990        | Avtodor Vladikavkaz   | Rusland     | Russische derde divisie  | 28   | 2     |
| 1991        | Avtodor Vladikavkaz   | Rusland     | Russische derde divisie  | 20   | 0     |
| 1992        | Avtodor Vladikavkaz   | Rusland     | Russische derde divisie  | 37   | 3     |
| 1993        | Avtodor Vladikavkaz   | Rusland     | Russische derde divisie  | 34   | 2     |
| 1994        | Avtodor Vladikavkaz   | Rusland     | Russische derde divisie  | 4    | 1     |
| 1994        | Spartak Vladikavkaz   | Rusland     | ?                        | 14   | 0     |
| 1995        | Spartak Vladikavkaz   | Rusland     | ?                        | 19   | 0     |
| 1996        | Alania Vladikavkaz    | Rusland     | Russische eerste divisie | 22   | 0     |
| 1997        | Alania Vladikavkaz    | Rusland     | Russische eerste divisie | 23   | 0     |
| 1998        | Alania Vladikavkaz    | Rusland     | Russische eerste divisie | 22   | 1     |
| 1999        | Alania Vladikavkaz    | Rusland     | Russische eerste divisie | 9    | 0     |
| 2000        | FC Astana             | Kazachstan  | ?                        | 26   | 6     |
| 2001        | FC Astana             | Kazachstan  | ?                        | 14   | 0     |
| 2001        | Shakhtyor Karaganda   | Kazachstan  | Super League             | 13   | 2     |
| 2002        | Shakhtyor Karaganda   | Kazachstan  | Super League             | 23   | 2     |
| 2003        | Shakhtyor Karaganda   | Kazachstan  | Super League             | 29   | 5     |
| 2004        | Shakhtyor Karaganda   | Kazachstan  | Super League             | 33   | 3     |
| 2005        | Shakhtyor Karaganda   | Kazachstan  | Super League             | 28   | 7     |
| 2006        | Shakhtyor Karaganda   | Kazachstan  | Super League             | 27   | 0     |
| 2007        | Shakhtyor Karaganda   | Kazachstan  | Super League             | ?    | ?     |
| Bijgewerkt: | 28-12-2007            |             | Totaal                   | 425  | 34    |